# NWHL 2000/01
Die Saison 2000/01 war die dritte Spielzeit der National Women’s Hockey League (NWHL), der höchsten kanadischen Spielklasse im Fraueneishockey zu dieser Zeit. Die Beatrice Aeros besiegten im Meisterschaftsfinale die Sainte-Julie Panthères und sicherten sich damit ihren zweiten Meistertitel der NWHL.

## Teilnehmer
Die Liga startete mit neun Teilnehmern: In der Western Division spielten weiterhin die Beatrice Aeros, Brampton Thunder, Mississauga Ice Bears, Clearnet Lightning und die Toronto Sting. In der Eastern Division spielten die Laval Le Mistral, Ottawa Raiders, Montréal Wingstar und die Sainte-Julie Panthères. Zusätzlich gab es eine Serie von Testspielen mit den im Januar 2000 gegründeten Vancouver Griffins, die zur Saison 2001/02 in die Liga aufgenommen werden sollten.

## Reguläre Saison

### Eastern Division
| Pl. | Mannschaft             | Sp | S  | U  | N | Tore    | Punkte |
| --- | ---------------------- | -- | -- | -- | - | ------- | ------ |
| 1.  | Montréal Wingstar      | 40 | 30 | 6  | 4 | 163:063 | 64     |
| 2.  | Sainte-Julie Panthères | 40 | 22 | 15 | 3 | 168:102 | 47     |
| 3.  | Ottawa Raiders         | 40 | 11 | 25 | 4 | 078:150 | 26     |
| 4.  | Laval Le Mistral       | 40 | 5  | 33 | 2 | 068:261 | 12     |

Abkürzungen: Pl. = Platz, Sp = Spiele, S = Siege, U = Unentschieden, N = Niederlagen

Erläuterungen: Playoff-Qualifikant

### Western Division
| Pl. | Mannschaft            | Sp | S  | U  | N | Tore    | Punkte |
| --- | --------------------- | -- | -- | -- | - | ------- | ------ |
| 1.  | Beatrice Aeros        | 40 | 35 | 2  | 3 | 222:048 | 73     |
| 2.  | Brampton Thunder      | 40 | 30 | 7  | 3 | 223:082 | 63     |
| 3.  | Mississauga Ice Bears | 40 | 21 | 16 | 3 | 107:097 | 45     |
| 4.  | Toronto Sting         | 40 | 8  | 29 | 3 | 082:168 | 19     |
| 5.  | Clearnet Lightning    | 40 | 5  | 34 | 1 | 077:219 | 11     |

Abkürzungen: Pl. = Platz, Sp = Spiele, S = Siege, U = Unentschieden, N = Niederlagen

Erläuterungen: Playoff-Qualifikant

### Statistik

#### Beste Scorerinnen
Quelle: NWHL; Abkürzungen: Sp = Spiele, T = Tore, V = Assists, Pkt = Punkte, SM = Strafminuten; Fett: Saisonbestwert
| Spieler            | Mannschaft             | Sp | T  | V  | Pkt | SM |
| ------------------ | ---------------------- | -- | -- | -- | --- | -- |
| Jayna Hefford      | Brampton Thunder       | 31 | 36 | 33 | 69  | 36 |
| Amy Turek          | Beatrice Aeros         | 39 | 35 | 34 | 69  | 18 |
| Caroline Ouellette | Montréal Wingstar      | 31 | 22 | 37 | 59  | 28 |
| Karen Nystrom      | Brampton Thunder       | 34 | 21 | 34 | 55  | 46 |
| Stephanie Grenon   | Sainte-Julie Panthères | 38 | 21 | 30 | 51  | 32 |
| Nancy Deschamps    | Sainte-Julie Panthères | 37 | 23 | 27 | 50  | 20 |
| Vicky Sunohara     | Brampton Thunder       | 30 | 19 | 31 | 50  | 30 |
| Andria Hunter      | Mississauga Ice Bears  | 39 | 18 | 27 | 45  | 0  |
| Cherie Piper       | Beatrice Aeros         | 29 | 22 | 22 | 44  | 40 |
| Teresa Del Monte   | Brampton Thunder       | 40 | 17 | 27 | 44  | 55 |
| Gillian Apps       | Beatrice Aeros         | 36 | 22 | 20 | 42  | 62 |

#### Beste Torhüterinnen
Quelle: NWHL; Abkürzungen: Sp = Spiele, Min = Eiszeit (in Minuten), S = Siege, U = Unentschieden, N = Niederlagen, GT = Gegentore, SO = Shutouts, GTS = Gegentorschnitt; Fett: Saisonbestwert
| Spieler            | Mannschaft             | Sp | Min  | S  | U  | N | GT | SO | GTS  |
| ------------------ | ---------------------- | -- | ---- | -- | -- | - | -- | -- | ---- |
| Kendra Fisher      | Beatrice Aeros         | 15 | 790  | 12 | 0  | 0 | 13 | 3  | 0,99 |
| Jen Dewar          | Beatrice Aeros         | 24 | 1330 | 20 | 1  | 3 | 32 | 7  | 1,44 |
| Sami Jo Small      | Brampton Thunder       | 22 | 1290 | 17 | 3  | 2 | 36 | 5  | 1,67 |
| Jessika Audet      | Montréal Wingstar      | 27 | 1556 | 18 | 6  | 3 | 49 | 6  | 1,89 |
| Isabelle Leclaire  | Sainte-Julie Panthères | 20 | 1106 | 14 | 4  | 0 | 41 | 3  | 2,22 |
| Cindy Eadie        | Mississauga Ice Bears  | 18 | 1088 | 11 | 5  | 1 | 43 | 1  | 2,37 |
| Stacy Kellough     | Brampton Thunder       | 19 | 1030 | 12 | 4  | 1 | 43 | 1  | 2,50 |
| Brenda Deneault    | Mississauga Ice Bears  | 22 | 1242 | 10 | 10 | 2 | 52 | 5  | 2,51 |
| Marie-France Morin | Ottawa Raiders         | 26 | 1510 | 9  | 13 | 3 | 66 | 3  | 2,62 |
| Marie-Claude Roy   | Sainte-Julie Panthères | 21 | 1173 | 7  | 11 | 2 | 60 | 2  | 3,07 |
| Keely Brown        | Toronto Sting          | 27 | 1515 | 5  | 16 | 3 | 86 | 2  | 3,41 |

## Play-offs

### Divisional Semifinals

#### Western Division
Brampton Thunder vs. Mississauga Ice Bears
| 10. März 2001 17:00 Uhr | Mississauga Ice Bears | 2:3 Stand: 0:1 | Brampton Thunder | Hershey Centre, Mississauga |

| 18. März 2001 18:00 Uhr | Brampton Thunder | 3:1 Stand: 2:0 | Mississauga Ice Bears | Brampton Sports Centre, Brampton |

Beatrice Aeros vs. Toronto Sting
| 17. März 2001 19:00 Uhr | Toronto Sting | 1:7 (1:3, 0:2, 0:2) Stand: 0:1 | Beatrice Aeros | Commander Park Arena, Scarborough |

| 18. März 2001 16:30 Uhr | Beatrice Aeros | 7:0 (2:0, 2:0, 3:0) Stand: 2:0 | Toronto Sting | Beatrice Ice Gardens, North York |

#### Eastern Division
Laval Le Mistral vs. Montréal Wingstar
| 17. März 2001 20:00 Uhr | Laval Le Mistral | 0:10 Stand: 0:1 | Montréal Wingstar | Sylvio Mantha Arena, Montréal |

| 18. März 2001 14:00 Uhr | Montréal Wingstar | 3:0 Stand: 2:0 | Laval Le Mistral | Colisée de Laval, Laval |

Sainte-Julie Panthères vs. Ottawa Raiders
| 17. März 2001 20:00 Uhr | Sainte-Julie Panthères | 5:1 Stand: 1:0 | Ottawa Raiders | Aréna de Sainte-Julie, Sainte-Julie |

| 18. März 2001 16:00 Uhr | Ottawa Raiders N. Bourdeau (21:37) | 1:2 (0:1, 1:1, 0:0) Stand: 0:2 | Sainte-Julie Panthères M. Valenti (17:11) C. Proulx (36:38) | Barbara Ann Scott Arena, Ottawa |

### Divisional Finals
Brampton Thunder vs. Beatrice Aeros
| 21. März 2001 19:30 Uhr | Brampton Thunder L. Dupuis (43:32) S. Boyd (54:56) | 2:3 (0:1, 0:2, 2:0) Stand: 0:1 | Beatrice Aeros C. Muranko (11:24) H. Logan (30:36) C. Piper (31:28) | Brampton Sports Centre, Brampton |

| 25. März 2001 | Beatrice Aeros | 2:0 Stand: 2:0 | Brampton Thunder | Beatrice Ice Gardens, North York |

Sainte-Julie Panthères vs. Montréal Wingstar
| 24. März 2001 20:00 Uhr | Sainte-Julie Panthères S. Grenon (26:21) M. Valenti (31:38) M. Hébert (42:18) S. Roy (49:05) | 4:1 (0:0, 1:1, 3:0) Stand: 1:0 | Montréal Wingstar C. Ouellette (1:52) | Aréna de Sainte-Julie, Sainte-Julie |

| 25. März 2001 19:00 Uhr | Montréal Wingstar M.-C. Perreault (11:54) A. Desrosiers (19:46) C. Ouellette (22:42) A. Desrosiers (43:23) C. Ouellette (53:20) | 5:6 (1:1, 2:2, 2:3) Stand: 0:2 | Sainte-Julie Panthères M. Valenti (4:55) M.-L. Lê (13:33) G. Nadeau (27:47) C. Dupuis (42:30) G. Nadeau (43:49) N. Deschamps (59:25) | Sylvio Mantha Arena, Montréal |

### NWHL Championship Cup
Die Finalspiele um den NWHL Championscup wurden in Brampton ausgetragen. 
| 14. April 2001 18:00 Uhr | Sainte-Julie Panthères S. Grenon (24:55) M. Valenti (51:59) | 2:2 (0:0, 1:2, 1:0) | Beatrice Aeros G. Heaney (22:19) C. Piper (27:09) | Brampton Sports Centre, Brampton |

| 15. April 2001 18:00 Uhr | Sainte-Julie Panthères N. Dery (13:03) | 1:8 (1:3, 0:3, 0:2) | Beatrice Aeros B. Kellar (4:38) S. West (4:58) A. Turek (7:53) C. Piper (24:57) A. Benoit-Wark (37:10) G. Heaney (39:03) A. Turek (47:56) S. West (51:14) | Brampton Sports Centre, Brampton |

Damit gewann die Aeros ihren zweiten Meistertitel in Folge. Geraldine Heaney wurde als wertvollste Spielerin des Finalturniers ausgezeichnet.

### Statistik

#### Beste Scorerinnen
Quelle: NWHL; Abkürzungen: Sp = Spiele, T = Tore, V = Assists, Pkt = Punkte, SM = Strafminuten; Fett: Bestwert
| Spieler            | Mannschaft             | Sp | T | V | Pkt | SM |
| ------------------ | ---------------------- | -- | - | - | --- | -- |
| Caroline Ouellette | Montréal Wingstar      | 4  | 6 | 6 | 12  | 2  |
| Cherie Piper       | Beatrice Aeros         | 6  | 6 | 5 | 11  | 18 |
| Amy Turek          | Beatrice Aeros         | 6  | 5 | 4 | 9   | 2  |
| Lara Perks         | Beatrice Aeros         | 6  | 2 | 7 | 9   | 6  |
| Amanda Benoit-Wark | Beatrice Aeros         | 5  | 2 | 6 | 8   | 4  |
| Geraldine Heaney   | Beatrice Aeros         | 6  | 2 | 6 | 8   | 2  |
| Maren Valenti      | Sainte-Julie Panthères | 6  | 4 | 3 | 7   | 4  |
| France St. Louis   | Montréal Wingstar      | 4  | 0 | 7 | 7   | 0  |

#### Beste Torhüterinnen
Quelle: NWHL; Abkürzungen: Sp = Spiele, Min = Eiszeit (in Minuten), S = Siege, U = Unentschieden, N = Niederlagen, GT = Gegentore, SO = Shutouts, GTS = Gegentorschnitt; Fett: Turnierbestwert
| Spieler          | Mannschaft             | Sp | Min | S | U | N | GT | SO | GTS  |
| ---------------- | ---------------------- | -- | --- | - | - | - | -- | -- | ---- |
| Sami Jo Small    | Brampton Thunder       | 4  | 239 | 3 | 1 | 0 | 5  | 0  | 1,26 |
| Jen Dewar        | Beatrice Aeros         | 3  | 180 | 2 | 0 | 1 | 4  | 1  | 1,33 |
| Kendra Fisher    | Beatrice Aeros         | 3  | 190 | 2 | 1 | 0 | 5  | 0  | 1,58 |
| Brenda Deneault  | Mississauga Ice Bears  | 2  | 120 | 0 | 2 | 0 | 6  | 0  | 3,00 |
| Marie-Claude Roy | Sainte-Julie Panthères | 6  | 349 | 4 | 1 | 1 | 18 | 0  | 3,09 |